# 掃海隊群
掃海隊群（そうかいたいぐん、英語: Mine Warfare Force）は、海上自衛隊の自衛艦隊に属する掃海部隊である。有事の際の機雷戦を主任務とし、第二次世界大戦時に設置された機雷の処分も行う。

## 第1掃海隊群の誕生
1945年（昭和20年）の降伏に伴い、ポツダム宣言にもとづいて日本は非軍事化され、大日本帝国海軍も解体されることになった。しかし終戦の時点で、日本近海には、日本海軍の係維機雷55,347個、連合軍の感応機雷6,546個が残存しており、占領にあたって大きな障害となることが予想されたことから、連合国軍最高司令官総司令部（GHQ）の指示に基づいて9月18日には海軍省軍務局に掃海部が設置され、さらに10月10日には6個地方掃海部と17個地方掃海支部が設置されて、掃海組織の再興が図られた。終戦処理に伴って、海軍省は順次に縮小解体されていったが、掃海部隊は、田村久三大佐の指揮下に、復員庁総務部掃海課、掃海監部と変遷し、復員庁閉庁後は運輸省海運総局の掃海管船部掃海課へと移行した。
一方で、日本海軍の消滅に伴う洋上治安の悪化が深刻化したことから、1948年には、これら旧海軍由来の掃海部隊も取り込む形で、運輸省傘下の法執行機関として海上保安庁が設置された。1950年6月1日には警備救難部から掃海課が切り離され、長官直轄の機関として中央に航路啓開本部、地方に航路啓開部が設置された。また1951年6月1日の機構改訂で全国を9個海上保安区に分割するのにあわせて、各管区海上保安本部に航路啓開部が設置され、掃海艇は各管区に分散配備された。この間、1950年には、朝鮮戦争を受けて日本特別掃海隊が派遣された。この掃海作業は1名の殉職者を出しつつも、掃海兵力が極端に弱体だったこの時期の国連軍からは高く評価され、サンフランシスコ平和条約の条件改善にも繋がった。
1952年8月1日に保安庁警備隊が設置されると、航路啓開業務はこちらに移管され、各管区海上保安本部航路啓開部の掃海艇は、航路啓開隊として、横須賀地方隊（横須賀地方総監部、横須賀、函館、西部、呉、大阪、徳山、下関、佐世保各航路啓開隊）及び舞鶴地方隊（舞鶴地方総監部、舞鶴、新潟各航路啓開隊）に編入された。掃海作業の効率化のため、11月1日には第1～10掃海隊が編成されて各航路啓開隊に編入され、1953年9月16日には航路啓開隊が所掌していた業務が新編の基地隊・基地警備隊に移管されたことから、航路啓開隊は発展的に解隊された。また10月16日には第二幕僚監部および各地方総監部の航路啓開部が廃止され、警備部に掃海課が置かれた。
1954年7月1日に警備隊から改称されて海上自衛隊が誕生し、3ヶ月後の10月1日には、掃海艦「桑栄丸」、掃海艇「ゆうちどり」と旧海軍以来の掃海艇7隻をもって、長官直轄の部隊として第1掃海隊群が編成された。
新編時 編成（1954年10月1日）
- 第1掃海隊群
  - 桑栄丸
  - ゆうちどり
  - 第4掃海隊 - くるしま、いわつばめ、ともずる、ひよどり
  - 第7掃海隊 - かもしま、よしきり、にしきどり

## 第2掃海隊群の誕生
1955年1月18日にはブルーバード級1隻を受領して「やしま」として再就役させたほか、3月15日にはアルバトロス級（うじしま型）7隻を受領して第11・12掃海隊を編成した。またその後ブルーバード級を更に3隻受領したことから1956年1月16日には第21掃海隊を編成、アルバトロス級2隻が追加されて1959年10月1日には第13掃海艇が編成された。また昭和28年度からはあただ型を端緒として国産掃海艇の配備も開始され、昭和29年度から建造された1号型は第101掃海隊を編成した。
昭和30年度から建造されたかさど型26隻は、引退する貸・供与艇を代替して第32～40掃海隊を編成し、掃海隊群の主力となった。これらの施策により1個隊群としての規模が限界に達したことから、1961年9月1日、第2掃海隊群が編成された。
編成（1961年9月1日）
- 第1掃海隊群
  - はやとも（旗艦; 呉）
  - なさみ（掃海母艇; 呉）
  - すま（掃海支援艇; 呉）
  - 第3掃海隊（呉） - はつたか、はやとり、ひよどり
  - 第21掃海隊（佐世保） - やしま、つしま、はしま
  - 第31掃海隊（呉） - あただ、いつき、やしろ
  - 第35掃海隊（佐世保） - しきね、ひらど、としま
  - 第101掃海隊（呉） - みほ、掃海艇1～6号
- 第2掃海隊群
  - きり（旗艦; 横須賀）
  - 桑栄（試航船; 呉）
  - つがる（敷設艦; 横須賀）
  - えりも（敷設艇; 呉）
  - 第32掃海隊（横須賀）- かさど、しさか、かなわ
  - 第33掃海隊（横須賀）- さきと、はぶし、こうづ
  - 第34掃海隊（横須賀）- たたら、つくみ、みくら

この機会に、護衛艦隊と同格の掃海艦隊を設置する案も検討されたものの、これは実現せず、業務掃海に責任をもつ第1掃海隊群はそのままで、新設の第2掃海隊群は自衛艦隊に編入されて、機雷戦の研究開発と教育訓練の全般調整を担当することになった。しかしこの時期、残存する危険海面の一掃が計画され、西日本を基地とする第1掃海隊群とともに、東日本を基地とする第2掃海隊群も業務掃海に投入された。掃海面積をおおむねクリアした1969年3月には、第1掃海隊群も自衛艦隊に編入された。
この間、機雷掃討（minehunting）の必要から各地方隊に水中処分隊の編成が進められていたが、1965年には掃海隊群司令部にもそれぞれ7名編制の水中処分班が設置された。また昭和51年度から建造されたはつしま型では、遠隔操作の無人潜水機（ROV）である75式機雷処分具S-4が搭載された。同型の就役とともに、第11掃海隊以下10番台の隊が復活して各掃海隊群に配属され、40番台の隊は地方隊へ、また30番台の隊は支援船へと世代交代が進んだ。
編成（1989年末）
- 第1掃海隊群
  - はやせ（旗艦; 呉）
  - 第14掃海隊（佐世保） - やくしま、なるしま、ひこしま
  - 第16掃海隊（呉）- ぬわじま、えたじま
  - 第18掃海隊（呉）- たかしま、ひめしま
  - 第19掃海隊（呉）- おぎしま、もろしま、ゆりしま
- 第2掃海隊群
  - そうや（旗艦; 横須賀）
  - 第13掃海隊（大湊） - おおしま、にいじま
  - 第15掃海隊（横須賀） - ちちじま、とりしま
  - 第17掃海隊（横須賀） - ははじま、かみしま
  - 第20掃海隊（横須賀） - うきしま、あわしま、さくしま

## 掃海隊群への集約
1970年代よりソビエト連邦軍は対潜機雷の開発を進めていたが、海上自衛隊では、特に豊後水道・浦賀水道の2つのチョークポイントに機雷を設置された場合、それぞれ呉基地の第1潜水隊群、横須賀基地の第2潜水隊群の活動が大きく掣肘されることから、深深度の対潜機雷への対処能力の整備は非常に切迫したものとなった。このことから、61中期防で、中深度域での機雷対処能力を備えたうわじま型（63MSC）と、深深度機雷に対処するためのやえやま型（01MSO）が建造された。
一方、1991年の自衛隊ペルシャ湾派遣は戦後初の実任務のための海外派遣であったが、内閣総理大臣からは自衛隊初の特別賞状を受賞、諸外国海軍からも高い練度を称賛されるなど、国内外から高い評価を受けた。しかしこの派遣を通じて、欧米と比べると機雷掃討能力の機械化・自動化が大きく立ち遅れていることが痛感されたことから、03中期防より、うわじま型の設計をもとにイギリス海軍のサンダウン級機雷掃討艇のシステムを導入したすがしま型（07MSC）の建造が開始された。
従来の掃海艇の建造費が50億円程度だったのに対し、同型では146億円と、3倍近くに跳ね上がった。この時期、護衛艦や潜水艦などその他の装備品の価格も高騰する一方、日本経済は安定成長期後の低迷期を抜け出せずにおり、防衛予算の抑制が求められたこともあって、結果的に、掃海艦艇数の更なる減勢が図られた。
08中期防では、従来2個あった掃海隊群が1個に集約され、量的には削減される一方、2個掃海隊群に分散していた司令部要員を統合して、群司令部幕僚長の新設や幕僚の増員などで陣容を強化するとともに、機雷戦術や水路調査に関するデータを管理して対機雷戦の作戦支援を行なう掃海業務支援隊を新設するなど、質的には向上が図られている。これにあわせて、英称が"Minesweeper Flotilla"から"Mine Warfare Force"に変更され、平成17年度からは群司令職も指定職将補配置に格上げされるなど、護衛艦隊や潜水艦隊と同列で、自衛艦隊を構成する4つの艦隊（Force）の一つとなった。
編成（2002年4月）
- 掃海隊群
  - うらが
  - ぶんご
  - 第1掃海隊（呉） - とびしま、ゆげしま、ながしま
  - 第2掃海隊（佐世保） - おぎしま、なおしま、とよしま
  - 第3掃海隊（横須賀） - すがしま、のとじま、つのしま
  - 第51掃海隊（横須賀） - やえやま、つしま、はちじょう
  - 第101掃海隊（呉） - やくしま、ははじま
  - 掃海業務支援隊（横須賀）

## 水陸両用作戦への進出
2013年5月、陸上自衛隊の西部方面普通科連隊とともに、海上自衛隊がアメリカ海軍・海兵隊のドーン・ブリッツ13演習 (Operation Dawn Blitz) に参加した。この時点では、護衛隊群と掃海隊群のいずれが水陸両用作戦を担当するかが定まっておらず、演習参加艦艇の全てが護衛艦隊所属だったことから、第2護衛隊群司令（湯浅秀樹海将補）が日本側の訓練統制官となった。
しかしアメリカ側のカウンターパートとなる第7艦隊では、水陸両用作戦を担当するCTF 76が対機雷戦部隊と上陸戦部隊を一括して隷下に収めていたことから、日米の連携を図る面からは、日本側でも同様の体制とするほうが合理的だった。また2011年の東日本大震災に対する支援活動において、掃海部隊である第4海災部隊は、吃水が浅く小回りがきくうえに機雷探知機で水中異物を発見回避できるという特性を生かして、湾内深くまで進入し、捜索や物資輸送など救援活動に活躍していた。
掃海隊群では、2013年春から、護衛艦「ひゅうが」で水陸両用戦に関わる実証などの下準備を開始しており、8月9日には、掃海隊群が水陸両用戦を担当する準備を完了したことが報告された。9月には掃海隊群司令部に両用戦幕僚が配員されるとともに、陸上自衛隊からの連絡官の派遣を受けた。2015年には、掃海隊群司令の指揮下でドーン・ブリッツ15演習及び米国派遣訓練に参加し、サンディエゴ及び同近海にて米軍、陸上自衛隊と共に島嶼防衛訓練等、水陸両用作戦に係る一連の行動（着上陸部隊に対する補給等の支援を含む。）及び水陸両用作戦に係る指揮幕僚活動を実施した。
2016年3月にはドーン・ブリッツ13演習で日本側の訓練統制官を務めた湯浅海将補が掃海隊群司令に着任した。同年7月1日付で部隊改編が行われ、第1輸送隊および第1エアクッション艇隊が掃海隊群に編入された。また、群直轄艦および第51掃海隊が廃止され、第1掃海隊を改編、第3掃海隊が新編された。このように水陸両用作戦への対応が進められた結果、当初は20名弱だった幕僚組織は、総勢50名以上にまで増強されている。
2018年12月18日に閣議決定された30大綱では、同大綱完成時にはMSC・MSOは計12隻に減勢し、これを補うためもがみ型護衛艦（30FFM）に機雷戦機能を付与して所定の機能を担保することとされた。掃海艦艇6個隊と30FFM 7個隊を2個群に編成することとされている。
2020年10月1日、部隊改編により、掃海管制艇「ゆげしま」・「ながしま」が除籍となり、第101掃海隊を廃止。掃海業務支援隊を廃止し、水陸両用戦・機雷戦戦術支援隊（略称：両機戦術隊（りょうきせんじゅつたい）、英称：Amphibious and Mine Warfare Center、英略称：AMWC）を新編。同隊は、従来の掃海業務支援に加え、水陸両用戦に関する戦術開発や、機雷掃討機能を持つ新型護衛艦「FFM」乗員への教育訓練なども行う。また、掃海隊群司令部は船越地区に完成した自衛艦隊司令部の新庁舎「海上作戦センター」に移転した。
2021年3月16日、掃海艦「えたじま」が就役し、第3掃海隊に編入。
2022年3月22日、多様な任務への対応能力を向上させた新型護衛艦（FFM=多機能護衛艦）もがみ型の2番艦「くまの」が就役し、直轄艦として編入、横須賀基地に配備された。同年4月28日、もがみ型の1番艦「もがみ」が就役し、直轄艦として編入、横須賀基地に配備された。
2024年3月12日、第1掃海隊に掃海艇「ちちじま」が編入。同年3月21日、直轄艦の「もがみ」・「くまの」が護衛艦隊第11護衛隊に編成替え。
2025年3月12日、掃海艦「のうみ」が就役し、第3掃海隊に編入。掃海艇「みやじま」が阪神基地隊隷下の第42掃海隊に編成替え。

## 現在の編成
（2025年3月12日）
- 掃海隊群
  - 掃海隊群司令部（横須賀基地船越地区）
  - 第1掃海隊（横須賀基地）：掃海母艦「うらが」、掃海艦「あわじ」、「ひらど」、掃海艇「ちちじま」
  - 第2掃海隊（佐世保基地）：掃海艇「ひらしま」、「やくしま」、「たかしま」
  - 第3掃海隊（呉基地）：掃海母艦「ぶんご」、掃海艦「えたじま」、「のうみ」
  - 水陸両用戦・機雷戦戦術支援隊（横須賀基地船越地区）
    - 呉水陸両用戦・機雷戦戦術支援分遣隊（呉基地）

  - 第1輸送隊（呉基地）：輸送艦「おおすみ」、「しもきた」、「くにさき」
    - 第1エアクッション艇隊（呉基地）

## 主要幹部
| 官職名                            | 階級    | 氏名       | 補職発令日     | 前職                                                                   |
| --------------------------------- | ------- | ---------- | -------------- | ---------------------------------------------------------------------- |
| 掃海隊群司令                      | 海将補  | 池内出     | 2024年03月28日 | 海洋業務・対潜支援群司令                                               |
| 幕僚長                            | 1等海佐 | 井窪誠史   | 2023年12月22日 | 水陸両用戦・機雷戦戦術支援隊司令                                       |
| 作戦主任幕僚                      | 1等海佐 | 大西浩太郎 | 2025年07月18日 | 海上幕僚監部防衛部運用支援課 運用支援班長 →2025.7.1 掃海隊群司令部勤務 |
| 第1掃海隊司令                     | 1等海佐 | 中込昌樹   | 2025年07月04日 | 統合幕僚監部運用部運用第1課勤務 兼 統合作戦司令部勤務                  |
| 第3掃海隊司令                     | 1等海佐 | 大川建二郎 | 2025年08月18日 | 海上自衛隊第1術科学校教育第3部長                                       |
| 第1輸送隊司令                     | 1等海佐 | 平井克英   | 2023年12月22日 | 自衛隊神奈川地方協力本部長                                             |
| 水陸両用戦・ 機雷戦戦術支援隊司令 | 1等海佐 | 三宅孝     | 2023年12月22日 | 海上幕僚監部総務部総務課 行政文書管理室長                              |

| 代                                    | 氏名                                  | 在任期間                              | 出身校・期                            | 前職                                                          | 後職                                            | 備考                                  |
| 第1掃海隊群司令（特記ない限り海将補） | 第1掃海隊群司令（特記ない限り海将補） | 第1掃海隊群司令（特記ない限り海将補） | 第1掃海隊群司令（特記ない限り海将補） | 第1掃海隊群司令（特記ない限り海将補）                         | 第1掃海隊群司令（特記ない限り海将補）           | 第1掃海隊群司令（特記ない限り海将補） |
| ------------------------------------- | ------------------------------------- | ------------------------------------- | ------------------------------------- | ------------------------------------------------------------- | ----------------------------------------------- | ------------------------------------- |
| 01                                    | 吉松田守                              | 1954.10.1 - 1956.1.15                 | 海兵55期・ 海大38期                   | 保安研修所所員 （第二幕僚監部）附                             | 海上幕僚監部調査部長                            | 就任時1等海佐 1955.8.16 海将補昇任    |
| 02                                    | 山澤久治                              | 1956.1.16 - 1957.7.31                 | 東高船（航） 昭和2年卒                | 呉地方総監                                                    | 呉地方総監                                      | 海上保安官                            |
| 03                                    | 藏冨一馬                              | 1957.8.1 - 1958.7.31                  | 海兵56期・ 海大39期                   | 防衛研修所勤務 （海上幕僚監部所属）                           | 海上幕僚監部部長                                | 就任時1等海佐 1957.8.16 海将補昇任    |
| 04                                    | 山上龜三雄                            | 1958.8.1 - 1959.3.15                  | 海兵55期                              | 大阪基地隊司令                                                | 退職（海将補昇任）                              | 1等海佐                               |
| 05                                    | 清水鶴造                              | 1959.3.16 - 1961.4.30                 | 海兵58期                              | 第7護衛隊司令 →1959.1.16 呉補充部附 →第1掃海隊群司令部附      | 横須賀地方副総監                                | 1等海佐                               |
| 06                                    | 岡本 功                               | 1961.5.1 - 1962.1.15                  | 海兵57期・ 海大38期                   | 海上自衛隊幹部学校副校長                                      | 大湊地方総監                                    |                                       |
| 07                                    | 西村友晴                              | 1962.1.16 - 1962.6.30                 | 海兵59期                              | 統合幕僚会議事務局 第3幕僚室長                                | 海上幕僚監部防衛部付 →1962.7.16 同部長          |                                       |
| 08                                    | 森永正彦                              | 1962.7.1 - 1963.4.30                  | 海兵59期                              | 自衛艦隊幕僚長                                                | 横須賀地方副総監                                |                                       |
| 09                                    | 藥師神利晴                            | 1963.5.1 - 1965.3.15                  | 東高船（航） 昭和11年卒               | 防衛研修所所員 （海上幕僚監部所属） →1962.7.16 海上幕僚監部付 | 横須賀地方副総監                                | 就任時1等海佐 1963.7.1 海将補昇任     |
| 10                                    | 石田捨雄                              | 1965.3.16 - 1966.4.19                 | 海兵64期                              | 海上幕僚監部防衛部防衛課長                                    | 海上幕僚監部付 →1966.5.16 同総務部長            |                                       |
| 11                                    | 橋本正久                              | 1966.4.20 - 1967.7.9                  | 東高船（航） 昭和15年卒               | 防衛研修所所員                                                | 海上幕僚監部調査部長                            | 就任時1等海佐 1966.7.1 海将補昇任     |
| 12                                    | 石塚 榮                               | 1967.7.10 - 1968.12.31                | 海兵63期                              | 防衛研修所副所長                                              | 海上自衛隊第1術科学校長                         | 1968.7.1 海将昇任                     |
| 13                                    | 石森重郎                              | 1969.1.1 - 1969.12.15                 | 海兵66期                              | 舞鶴地方総監部防衛部長 →1968.12.16 呉地方総監部付             | 自衛艦隊司令部付 →1970.4.1 海上訓練指導隊群司令 | 就任時1等海佐 1969.7.1 海将補昇任     |
| 14                                    | 山口 毅                               | 1969.12.16 - 1971.6.30                | 神高船（航） 昭和16年卒               | 第9護衛隊司令                                                 | 海上幕僚監部付 →1971.12.16 退職                 | 就任時1等海佐 1970.1.1 海将補昇任     |
| 15                                    | 志賀 博                               | 1971.7.1 - 1973.1.31                  | 海兵68期                              | 防衛研修所所員                                                | 海上幕僚監部付 →1973.7.1 退職                   | 就任時1等海佐 1971.12.1 海将補昇任    |
| 16                                    | 西垣英夫                              | 1973.2.1 - 1974.6.30                  | 海兵71期                              | 呉地方総監部防衛部長 →1972.12.16 同総監部付                   | 海上訓練指導隊群司令                            | 就任時1等海佐 1973.12.1 海将補昇任    |
| 17                                    | 毎熊祐俊                              | 1974.7.1 - 1975.12.15                 | 海兵72期                              | 海上自衛隊幹部学校研究部員                                    | 海上幕僚監部付 →1976.4.1 退職                   | 就任時1等海佐 1974.10.1 海将補昇任    |
| 18                                    | 馬場正雄                              | 1975.12.16 - 1977.1.31                | 高商船（航） 昭和20年卒               | 海上自衛隊第1術科学校 教育第1部長                             | 舞鶴地方総監部幕僚長                            | 就任時1等海佐 1976.5.17 海将補昇任    |
| 19                                    | 山田善照                              | 1977.2.1 - 1973.6.30                  | 海兵75期                              | 海上幕僚監部総務部人事課長                                    | 防衛大学校訓練部長                              |                                       |
| 20                                    | 高宮良國                              | 1978.7.1 - 1980.6.30                  | 海兵74期                              | 第34護衛隊司令                                                | 海上幕僚監部付 →1980.12.5 退職                  | 就任時1等海佐 1979.2.1 海将補昇任     |
| 21                                    | 内 富男                               | 1980.7.1 - 1981.6.30                  | 鹿児島大・ 1期幹候                    | 自衛艦隊司令部幕僚                                            | 呉地方総監部幕僚長                              |                                       |
| 22                                    | 河合恒二                              | 1981.7.1 - 1983.12.19                 | 東水産大・ 4期幹候                    | 函館基地隊司令                                                | 第2掃海隊群司令                                 | 1等海佐                               |
| 23                                    | 内海 久                               | 1983.12.20 - 1986.6.30                | 海保大1期・ 4期幹候                   | 第52護衛隊司令 →1983.3.30 佐世保地方総監部付                  | 退職                                            | 就任時1等海佐 1985.8.1 海将補昇任     |
| 24                                    | 尾澤一好                              | 1986.7.1 - 1987.7.6                   | 中央大・ 9期幹候                      | 海上幕僚監部総務部法務課長                                    | 海上自衛隊警務隊司令                            | 1等海佐                               |
| 25                                    | 小林義明                              | 1987.7.7 - 1988.7.6                   | 岩手大・ 10期幹候                     | 開発指導隊群司令部首席幕僚                                    | 第2掃海隊群司令                                 | 1等海佐                               |
| 26                                    | 黒川武彦                              | 1988.7.7 - 1990.3.15                  | 防大3期                               | 海上自衛隊幹部学校主任教官                                    | 退職（海将補昇任）                              |                                       |
| 27                                    | 木内正人                              | 1990.3.16 - 1991.3.19                 | 防大5期                               | 自衛隊福井地方連絡部長                                        | 退職（海将補昇任）                              |                                       |
| 28                                    | 落合畯                                | 1991.3.20 - 1991.12.1                 | 防大7期                               | 自衛隊長崎地方連絡部長                                        | 海上幕僚監部付 →1992.1.13 呉地方総監部幕僚長    | 1等海佐                               |
| 29                                    | 水村 宏                               | 1991.12.2 - 1994.7.31                 | 防大6期                               | 海上自衛隊幹部候補生学校副校長                                | 退職（海将補昇任）                              |                                       |
| 30                                    | 芹川正信                              | 1994.8.1 - 1996.3.24                  | 防大10期                              | 海上幕僚監部人事教育部 教育課長                               | 第2掃海隊群司令                                 |                                       |
| 31                                    | 宮下英久                              | 1996.3.25 - 1997.3.31                 | 防大9期                               | 第1海上訓練指導隊司令                                         | 退職（海将補昇任）                              |                                       |
| 32                                    | 平井良彦                              | 1997.4.1 - 1998.8.2                   | 防大13期                              | 海上幕僚監部人事教育部 教育課長                               | 海上自衛隊第1術科学校副校長                     |                                       |
| 33                                    | 小森谷義男                            | 1998.8.3 - 2000.3.12                  | 防大12期                              | 自衛隊鹿児島地方連絡部長                                      | 退職（海将補昇任）                              |                                       |
| 第2掃海隊群司令（特記ない限り海将補） |                                       |                                       |                                       |                                                               |                                                 |                                       |
| 01                                    | 井上團平                              | 1961.9.1 - 1963.1.15                  | 海兵60期                              | 海上幕僚監部防衛部運用課長 →1961.7.15 自衛艦隊司令部付        | 海上自衛隊幹部学校付 →1963.4.1 同副校長         | 就任時1等海佐 1962.7.1 海将補昇任     |
| 02                                    | 竹山百合人                            | 1963.1.16 - 1964.7.15                 | 海兵61期                              | 海上自衛隊幹部学校教育部長                                    | 海上幕僚監部付 →1964.8.14 同防衛部長            |                                       |
| 03                                    | 南部伸清                              | 1964.7.16 - 1965.5.15                 | 海兵61期                              | 統合幕僚学校副校長                                            | 海上幕僚監部付 →1965.7.1 退職                   |                                       |
| 04                                    | 余田四郎                              | 1965.5.16 - 1966.1.15                 | 海兵64期                              | 海上幕僚監部防衛部運用課長                                    | 海上幕僚監部調査部長                            | 就任時1等海佐 1965.7.1 海将補昇任     |
| 05                                    | 柳田益雄                              | 1966.1.16 - 1967.6.30                 | 海兵65期                              | 海上幕僚監部調査部調査第2課長                                 | 防衛大学校訓練部長                              | 就任時1等海佐 1966.7.1 海将補昇任     |
| 06                                    | 加藤善一郎                            | 1967.7.1 - 1968.7.15                  | 神高船（航） 昭和15年卒               | 海上幕僚監部調査部調査第1課長 →1967.6.16 自衛艦隊司令部付     | 自衛隊神奈川地方連絡部長                        |                                       |
| 07                                    | 関 清栄                               | 1968.7.16 - 1969.12.15                | 海兵65期                              | 統合幕僚会議事務局第1幕僚室長                                 | 阪神基地隊司令                                  |                                       |
| 08                                    | 市瀬 信                               | 1969.12.16 - 1971.3.31                | 海兵65期                              | 阪神基地隊司令                                                | 海上幕僚監部付 →1971.6.30 退職                  |                                       |
| 09                                    | 松尾敬次                              | 1971.4.1 - 1972.6.30                  | 海兵67期                              | 呉地方総監部幕僚長                                            | 海上幕僚監部付 →1973.1.1 退職                   |                                       |
| 10                                    | 藤永 壽                               | 1972.7.1 - 1974.3.31                  | 海兵70期                              | 護衛艦隊司令部幕僚長                                          | 海上自衛隊幹部学校副校長                        |                                       |
| 11                                    | 伊藤治義                              | 1974.4.1 - 1975.12.15                 | 海兵70期                              | 第1輸送隊司令 →1973.7.16 自衛艦隊司令部付                     | 海上幕僚監部付 →1976.4.1 退職                   |                                       |
| 12                                    | 田尻正司                              | 1975.12.16 - 1977.1.31                | 海兵73期                              | 海上自衛隊幹部学校教育部長                                    | 防衛研修所研究部 第6研究室長                    |                                       |
| 13                                    | 來島照彦                              | 1977.2.1 - 1978.3.15                  | 海兵72期                              | 舞鶴地方総監部幕僚長                                          | 海上幕僚監部付 →1978.7.1 退職                   |                                       |
| 14                                    | 片桐宏平                              | 1978.3.16 - 1979.7.31                 | 海兵74期                              | 佐世保地方総監部防衛部長                                      | 統合幕僚会議事務局 第3幕僚室長                  |                                       |
| 15                                    | 安岡亀雄                              | 1979.8.1 - 1980.10.6                  | 海兵76期・ 高知高校 昭和24年卒        | 海上幕僚監部調査部調査第2課長                                 | 海上幕僚監部調査部長                            |                                       |
| 16                                    | 高崎郁男                              | 1980.10.7 - 1982.1.10                 | 海保大1期・ 4期幹候                   | 海上幕僚監部総務部人事課長                                    | 海上幕僚監部総務部長                            | 就任時1等海佐 1981.1.1 海将補昇任     |
| 17                                    | 末 貞臣                               | 1982.1.11 - 1983.3.15                 | 海保大2期・ 6期幹候                   | 海上幕僚監部調査部調査第1課長                                 | 海上幕僚監部付 →1983.4.26 同調査部長            |                                       |
| 18                                    | 蘆田義悟                              | 1983.3.16 - 1983.12.19                | 北海道大・ 3期幹候                    | 海上自衛隊第1術科学校 教育第3部長                             | 呉地方総監部付 →1984.2.17 停年退官              | 1等海佐                               |
| 19                                    | 河合恒二                              | 1983.12.20 - 1985.12.19               | 東水産大・ 4期幹候                    | 第1掃海隊群司令                                               | 海洋業務群司令                                  | 就任時1等海佐 1984.7.1 海将補昇任     |
| 20                                    | 高山雅司                              | 1985.12.20 - 1986.12.4                | 防大1期                               | 海上自衛隊幹部学校研究部長                                    | 防衛大学校教授                                  |                                       |
| 21                                    | 今泉康昭                              | 1986.12.5 - 1988.7.6                  | 海保大4期・ 9期幹候                   | 舞鶴地方総監部幕僚長 →1986.8.5 自衛艦隊司令部付               | 佐世保地方総監部幕僚長                          |                                       |
| 22                                    | 小林義明                              | 1988.7.7 - 1989.7.31                  | 岩手大・ 10期幹候                     | 第1掃海隊群司令                                               | 退職                                            |                                       |
| 23                                    | 堀内敏夫                              | 1989.8.1 - 1991.3.15                  | 防大3期                               | 大湊地方総監部幕僚長                                          | 海上幕僚監部付 →1991.3.30 退職                  |                                       |
| 24                                    | 小林幸雄                              | 1991.3.16 - 1993.3.31                 | 防大6期                               | 大湊地方総監部防衛部長                                        | 退職                                            | 就任時1等海佐 1991.3.30 海将補昇任    |
| 25                                    | 落合畯                                | 1993.4.1 - 1994.3.31                  | 防大7期                               | 呉地方総監部幕僚長                                            | 海上自衛隊第1術科学校長                         |                                       |
| 26                                    | 茂木通保                              | 1994.4.1 - 1996.3.24                  | 防大8期                               | 自衛艦隊司令部作戦主任幕僚                                    | 防衛大学校訓練部長                              |                                       |
| 27                                    | 芹川正信                              | 1996.3.25 - 1999.12.9                 | 防大10期                              | 第1掃海隊群司令                                               | 退職                                            |                                       |
| 28                                    | 平井良彦                              | 1999.12.10 - 2000.3.12                | 防大13期                              | 海上自衛隊第1術科学校副校長                                   | 掃海隊群司令                                    |                                       |
| 掃海隊群司令（海将補）                |                                       |                                       |                                       |                                                               |                                                 |                                       |
| 01                                    | 平井良彦                              | 2000.3.13 - 2001.3.26                 | 防大13期                              | 第2掃海隊群司令                                               | 海上自衛隊第1術科学校長                         |                                       |
| 02                                    | 河村雅美                              | 2001.3.27 - 2003.6.30                 | 防大14期                              | 掃海隊群司令部幕僚長                                          | 退職                                            |                                       |
| 03                                    | 森田良行                              | 2003.7.1 - 2005.7.27                  | 防大15期                              | 下関基地隊司令                                                | 退職                                            |                                       |
| 04                                    | 加藤耕司                              | 2005.7.28 - 2007.7.3                  | 防大20期                              | 統合幕僚会議事務局第1幕僚室長                                 | 舞鶴地方総監                                    |                                       |
| 05                                    | 柴田雅裕                              | 2007.7.4 - 2008.3.23                  | 名工大・ 27期幹候                     | 海上自衛隊幹部候補生学校長                                    | 佐世保地方総監部幕僚長                          |                                       |
| 06                                    | 河野克俊                              | 2008.3.24 - 2008.11.6                 | 防大21期                              | 海上幕僚監部防衛部長                                          | 護衛艦隊司令官                                  |                                       |
| 07                                    | 松本幸一郎                            | 2008.11.7 - 2010.12.19                | 関西大・ 29期幹候                     | 海上幕僚監部監察官                                            | 退職                                            |                                       |
| 08                                    | 福本 出                               | 2010.12.20 - 2012.3.29                | 防大23期                              | 海上自衛隊幹部学校副校長                                      | 海上自衛隊幹部学校長                            |                                       |
| 09                                    | 德丸伸一                              | 2012.3.30 - 2013.8.21                 | 防大25期                              | 護衛艦隊司令部幕僚長                                          | 海上自衛隊第1術科学校長                         |                                       |
| 10                                    | 岡 浩                                 | 2013.8.22 - 2016.3.22                 | 防大27期                              | 防衛大学校訓練部長                                            | 退職                                            |                                       |
| 11                                    | 湯浅秀樹                              | 2016.3.23 - 2017.12.19                | 防大30期                              | 防衛大学校訓練部長                                            | 海上自衛隊幹部学校長                            |                                       |
| 12                                    | 白根 勉                               | 2017.12.20 - 2020.3.17                | 防大32期                              | 海上幕僚監部総務部副部長                                      | 佐世保地方総監部幕僚長                          |                                       |
| 13                                    | 福田達也                              | 2020.3.18 - 2021.12.21                | 防大34期                              | 統合幕僚監部防衛計画部副部長                                  | 護衛艦隊司令官                                  |                                       |
| 14                                    | 金刺基幸                              | 2021.12.22 - 2024.3.27                | 防大36期                              | 統合幕僚監部首席後方補給官                                    | 横須賀地方総監部幕僚長                          |                                       |
| 15                                    | 池内 出                               | 2024.3.28 -                           | 防大35期                              | 海洋業務・対潜支援群司令                                      |                                                 |                                       |